# Maktak

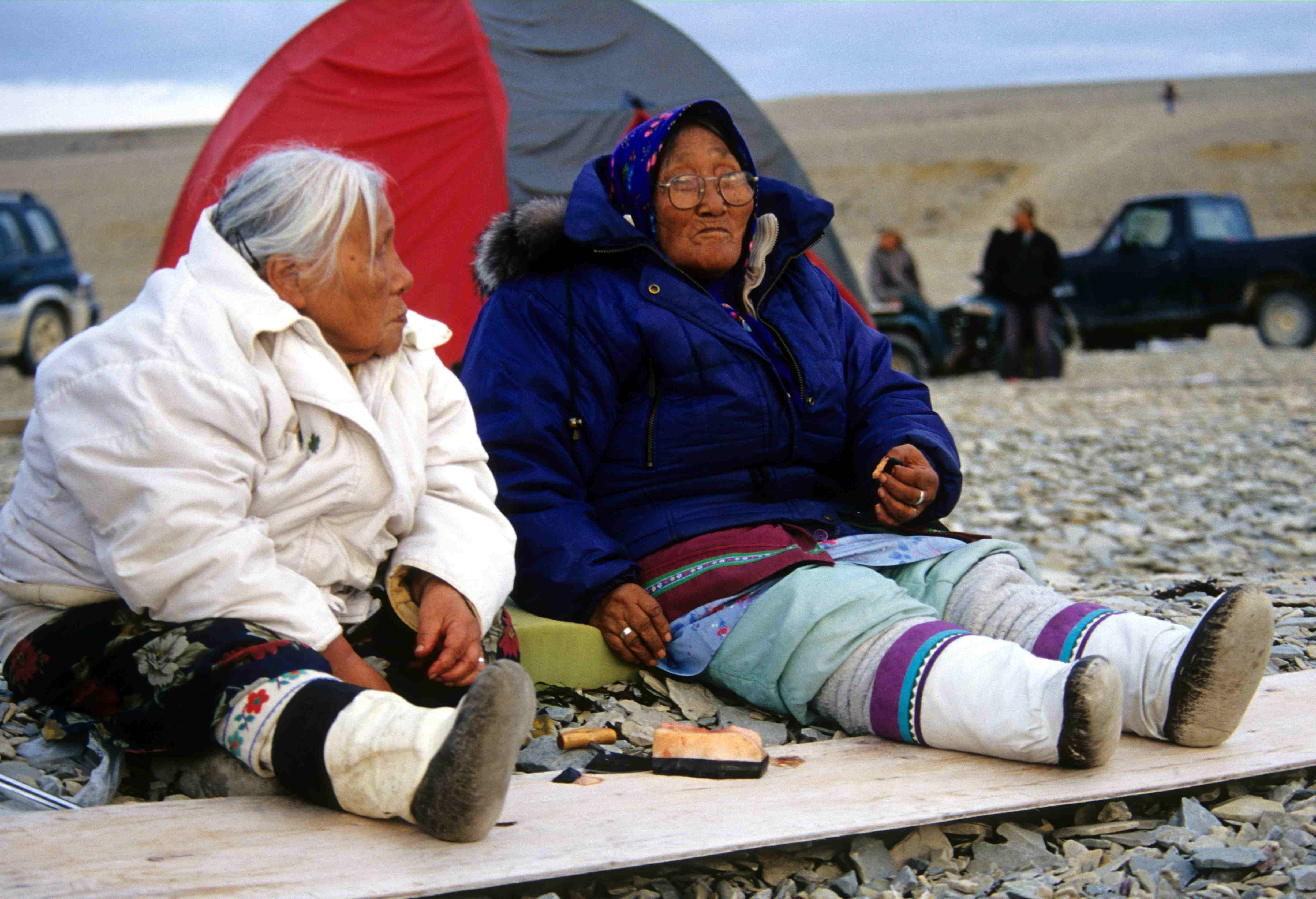
Inuitské ženy jedící maktak

Maktak je tradiční pokrm původních obyvatel pobřežních oblastí severní Kanady, Grónska, Aljašky a Čukotky – Inuitů, Jupiků a Čukčů. Jde o kůži kytovce s vrstvou podkožního tuku. Inuity, Jupiky a Čukči je považován za velkou lahůdku. 
Připravuje se nejčastěji z kůže s vrstvou tuku velryby grónské, ale také se může připravovat z běluhy či narvala. Maktak se skrajuje ze začátku zpracování uloveného kytovce. Tradičně se jí syrový a nesolený, avšak dnes se často vaří nebo smaží a osolí. 
Jde o dobrý zdroj vitamínu C – v epidermální části bylo zjištěno množství 38 mg na 100 g syrové hmoty.

## Názvy
- Maktak, Maktaq – kanadští Inuité
- Mattak – grónští a labradorští Inuité
- Mantak – Jupikové
- Ikiilgin, Itgilgin – Čukčové